# 曾日瑛
曾日瑛，清朝人，是一名清朝政治人物。
曾日瑛曾于乾隆七年接替周岱任兴化府知府一职，乾隆八年由曹显庚接任。